# Cuadrado (juego de naipes)
El cuadrado es un juego de naipes por parejas o grupos. Su objetivo es conseguir obtener 4 cartas iguales cambiando las iniciales con las de la mesa. Cuando se obtienen 4 cartas iguales se debe comunicar al otro miembro de la pareja mediante una señal, gesto, etc. previamente acordado .las parejas tienen que estar en frente el uno del otro

## El juego
- Mínimo de personas: 4, y deben ser un número par de ellas.

### Las cartas
Se juega con una baraja francesa de 52 cartas o la baraja española de 40 cartas.

### Preparativos
Cada pareja o grupo debe pensar una contraseña. Esta puede ser un gesto, una acción... Más adelante explicaremos su utilidad.
También debe pensar un número, que será el "número pin" o también llamado “pi”. Este número servirá para que el otro/los otros miembros del grupo sepan a por qué cartas vas. P. e.: tengo tres 4, y me falta uno. Si mi pin es el 6 (es un ejemplo) y dices "PIN menos 2", le dices a tu compañero qué cartas buscas sin que el otro equipo lo sepa.
Se barajan todas las cartas y se les reparte 4 a cada jugador. Después se ponen otras 4 sobre el tablero de juego y se exponen las no recomendables. Estas últimas son las últimas de la baraja, por lo que no se recomienda hacer cuadrado con ellas.

### Durante la partida
Hay que ir cambiando cartas con las del centro del tablero: coges una y dejas otra. Siempre hay que tener 4 en la mano y debe haber 4 en el centro del tablero. Cuando ya a nadie le interesan las cartas se tiran a la papelera y se ponen otras cartas sobre el tablero.
El juego sigue así hasta que alguien del grupo tenga las cuatro cartas iguales. Entonces ejecuta la contraseña. Cuando el otro jugador se dé cuenta, dice "Cuadrado". Si alguien del otro equipo descubre la contraseña, puede decir "Corto cuadrado" y ganarían la partida. Pero cuando dices corto cuadrado y no es se enseñan dos cartas distintas. Se reanudará la partida hasta adivinar la contraseña y el máximo de "corto cuadrado"son 5 como máximo.

### Otros aspectos
- Hay versiones en las que los jugadores del mismo equipo pueden verse sus cartas y preparar estrategias. Esto se llama "Librito". Cuando un jugador lo solicite, se pausará la partida y se verán las cartas. Sólo se puede hacer una vez por partida.
- La contraseña puede ser tanto una señal como una palabra clave. El número de contraseña no tiene porque ser único, pudiendo disponer cada uno de una distinta o incluso de varias. Además, existe el concepto de "falsa contraseña" para incitar a otros participantes a decir corto cuadrado.

- Datos: Q16553902